# Max Schatzmann
Max Schatzmann (* 3. März 1916 in Oberuzwil; † 11. Dezember 2007 in Münsterlingen), reformiert, heimatberechtigt in Frauenfeld sowie Windisch, war ein Schweizer Zahnmediziner sowie Philanthrop.

## Leben
Max Schatzmann, 1916 als Sohn des Ingenieurs Hans Schatzmann sowie der Enkelin der freisinnigen Politikers Karl Alfred Fehr Elisa Margaretha geboren, übersiedelte nach dem frühen Tod seines Vaters mit seiner Mutter sowie seinen zwei Geschwistern zu seiner verwitweten Großmutter nach Frauenfeld. Max Schatzmann maturierte an der Kantonsschule Frauenfeld, widmete sich in der Folge einem Studium der Zahnmedizin an der Universität Zürich, 1941 legte er das Staatsexamen ab, 1943 wurde er promoviert, im gleichen Jahr eröffnete er eine eigene Zahnarztpraxis in Weinfelden, 1984 legte er diese nieder.
Max Schatzmann – er wies auf die Bedeutung der Prophylaxe hin – entwickelte vor 1960 in Zusammenarbeit mit Cendres+Métaux in Biel die beiden „Schatzmann Geschiebe“, die in der Teilprothetik Anwendung fanden. Um 1970 fand Max Schatzmann heraus, dass der Einsatz von Extraktionszangen, beschichtet mit Diamantsplittern, die Greiffähigkeit wesentlich erhöht. 
1980 begründete Schatzmann die Aktion „Altgold für Augenlicht“, die auch in Deutschland sowie den Niederlanden unterstützt wird. Der aus der Sammlung erzielte Erlös von altem Zahngold sowie Goldschmuck wird Spitälern in Nepal, Tibet sowie Afrika für augenmedizinische Zwecke zugeführt. 2008 konnte ein Rekordergebnis von 1,67 Millionen Schweizer Franken verbucht werden. An der Aktion zur „Bekämpfung der Armutsblindheit“ nahmen seit ihrem Beginn die Schweizerische Zahnärzte-Gesellschaft sowie das Schweizerische Rote Kreuz teil.
Schatzmann, der sich auch der Landschaftsmalerei zuwandt, liess den aus dem Verkauf seiner Gemälde erzielten Erlös dem Augenprojekt zukommen. 1992 ehrte ihn das Schweizerische Rote Kreuz durch die Verleihung der Verdienstmedaille. Max Schatzmann – er war seit 1944 mit Elisabeth Katharina geborene Walther verheiratet – verstarb 2007 drei Monate vor Vollendung seines 92. Lebensjahres in Münsterlingen.

## Schriften
- Kinematographische Analyse vestibulärer Kompensationsmechanismen am ruhenden Auge und beim postrotatorischen Nystagmus. Art. Institut Orell Füssli, Zürich 1943 (zugl. Diss. Med.-dent. Univ. Zürich).